# Hicham Boudaoui
Hicham Boudaoui (in arabo هشام بوضوی‎?; Béchar, 23 settembre 1999) è un calciatore algerino, centrocampista del Nizza e della nazionale algerina.

## Caratteristiche tecniche
È un centrocampista centrale.

## Carriera

### Club
Ha giocato nella prima divisione algerina con il Paradou AC, e dal 2019 gioca in quella francese con il Nizza.

### Nazionale
È stato convocato dalla nazionale algerina per disputare la Coppa d'Africa 2019, poi vinta proprio dalla selezione algerina. Successivamente ha ricevuto la convocazione anche per la Coppa d'Africa 2023.

## Statistiche

### Presenze e reti nei club
Statistiche aggiornate al 23 dicembre 2024.
| Stagione        | Squadra         | Campionato      | Campionato | Campionato | Coppe nazionali | Coppe nazionali | Coppe nazionali | Coppe continentali | Coppe continentali | Coppe continentali | Altre coppe | Altre coppe | Altre coppe | Totale | Totale | Totale |
| Stagione        | Squadra         | Comp            | Pres       | Reti       | Comp            | Pres            | Reti            | Comp               | Pres               | Reti               | Comp        | Pres        | Reti        | Pres   | Reti   |        |
| --------------- | --------------- | --------------- | ---------- | ---------- | --------------- | --------------- | --------------- | ------------------ | ------------------ | ------------------ | ----------- | ----------- | ----------- | ------ | ------ | ------ |
| 2017-2018       | Paradou AC      | D1              | 7          | 0          | CA              | 0               | 0               | -                  | -                  | -                  | -           | -           | -           | 7      | 0      |        |
| 2018-2019       | Paradou AC      | D1              | 30         | 1          | CA              | 4               | 0               | -                  | -                  | -                  | -           | -           | -           | 34     | 1      |        |
| Totale Paradou  | Totale Paradou  | Totale Paradou  | 37         | 1          |                 | 4               | 0               |                    | -                  | -                  |             | -           | -           | 41     | 1      |        |
| 2019-2020       | Nizza 2         | CN3             | 1          | 0          | -               | -               | -               | -                  | -                  | -                  | -           | -           | -           | 1      | 0      |        |
| 2019-2020       | Nizza           | L1              | 9          | 1          | CF+CdL          | 3+1             | 1+0             | -                  | -                  | -                  | -           | -           | -           | 13     | 2      |        |
| 2020-2021       | Nizza           | L1              | 25         | 3          | CF              | 0               | 0               | UEL                | 4                  | 0                  | -           | -           | -           | 29     | 3      |        |
| 2021-2022       | Nizza           | L1              | 29         | 3          | CF              | 4               | 0               | -                  | -                  | -                  | -           | -           | -           | 33     | 3      |        |
| 2022-2023       | Nizza           | L1              | 27         | 1          | CF              | 0               | 0               | UECL               | 8                  | 0                  | -           | -           | -           | 35     | 1      |        |
| 2023-2024       | Nizza           | L1              | 29         | 2          | CF              | 0               | 0               | -                  | -                  | -                  | -           | -           | -           | 29     | 2      |        |
| 2024-2025       | Nizza           | L1              | 11         | 1          | CF              | 0               | 0               | UEL                | 4                  | 0                  | -           | -           | -           | 15     | 1      |        |
| Totale Nizza    | Totale Nizza    | Totale Nizza    | 130        | 11         |                 | 8               | 1               |                    | 16                 | 0                  |             | -           | -           | 154    | 12     |        |
| Totale carriera | Totale carriera | Totale carriera | 168        | 12         |                 | 12              | 1               |                    | 16                 | 0                  |             | -           | -           | 196    | 13     |        |

### Cronologia presenze e reti in nazionale
| Cronologia completa delle presenze e delle reti in nazionale ― Algeria | Cronologia completa delle presenze e delle reti in nazionale ― Algeria | Cronologia completa delle presenze e delle reti in nazionale ― Algeria | Cronologia completa delle presenze e delle reti in nazionale ― Algeria | Cronologia completa delle presenze e delle reti in nazionale ― Algeria | Cronologia completa delle presenze e delle reti in nazionale ― Algeria | Cronologia completa delle presenze e delle reti in nazionale ― Algeria | Cronologia completa delle presenze e delle reti in nazionale ― Algeria |
| Data                                                                   | Città                                                                  | In casa                                                                | Risultato                                                              | Ospiti                                                                 | Competizione                                                           | Reti                                                                   | Note                                                                   |
| ---------------------------------------------------------------------- | ---------------------------------------------------------------------- | ---------------------------------------------------------------------- | ---------------------------------------------------------------------- | ---------------------------------------------------------------------- | ---------------------------------------------------------------------- | ---------------------------------------------------------------------- | ---------------------------------------------------------------------- |
| 27-12-2018                                                             | Doha                                                                   | Qatar                                                                  | 0 – 1                                                                  | Algeria                                                                | Amichevole                                                             | -                                                                      | 70’                                                                    |
| 22-3-2019                                                              | Blida                                                                  | Algeria                                                                | 1 – 1                                                                  | Gambia                                                                 | Amichevole                                                             | -                                                                      | 69’                                                                    |
| 11-6-2019                                                              | Doha                                                                   | Algeria                                                                | 1 – 1                                                                  | Burundi                                                                | Amichevole                                                             | -                                                                      | 74’                                                                    |
| 1-7-2019                                                               | Il Cairo                                                               | Tanzania                                                               | 0 – 3                                                                  | Algeria                                                                | Coppa d'Africa 2019 - 1º turno                                         | -                                                                      | 74’                                                                    |
| 7-7-2019                                                               | Il Cairo                                                               | Algeria                                                                | 3 – 0                                                                  | Guinea                                                                 | Coppa d'Africa 2019 - Ottavi di finale                                 | -                                                                      | 82’                                                                    |
| 10-10-2019                                                             | Blida                                                                  | Algeria                                                                | 1 – 1                                                                  | RD del Congo                                                           | Amichevole                                                             | -                                                                      | 63’                                                                    |
| 6-6-2021                                                               | Blida                                                                  | Algeria                                                                | 1 – 0                                                                  | Mali                                                                   | Amichevole                                                             | -                                                                      | 30’ 46’                                                                |
| 2-9-2021                                                               | Blida                                                                  | Algeria                                                                | 8 – 0                                                                  | Gibuti                                                                 | Qual. Mondiali 2022                                                    | -                                                                      | 46’                                                                    |
| 8-10-2021                                                              | Blida                                                                  | Algeria                                                                | 6 – 1                                                                  | Niger                                                                  | Qual. Mondiali 2022                                                    | -                                                                      | 78’                                                                    |
| 12-10-2021                                                             | Niamey                                                                 | Niger                                                                  | 0 – 4                                                                  | Algeria                                                                | Qual. Mondiali 2022                                                    | -                                                                      | 66’                                                                    |
| 16-11-2022                                                             | Bir El Djir                                                            | Algeria                                                                | 1 – 1                                                                  | Mali                                                                   | Amichevole                                                             | -                                                                      |                                                                        |
| 23-3-2023                                                              | Baraki                                                                 | Algeria                                                                | 2 – 1                                                                  | Niger                                                                  | Qual. Coppa d'Africa 2023                                              | -                                                                      | 46’                                                                    |
| 7-9-2023                                                               | Annaba                                                                 | Algeria                                                                | 0 – 0                                                                  | Tanzania                                                               | Qual. Coppa d'Africa 2023                                              | -                                                                      | 71’                                                                    |
| 12-9-2023                                                              | Dakar                                                                  | Senegal                                                                | 0 – 1                                                                  | Algeria                                                                | Amichevole                                                             | -                                                                      | 89’                                                                    |
| 16-11-2023                                                             | Baraki                                                                 | Algeria                                                                | 3 – 1                                                                  | Somalia                                                                | Qual. Mondiali 2026                                                    | -                                                                      | 61’                                                                    |
| 19-11-2023                                                             | Maputo                                                                 | Mozambico                                                              | 0 – 2                                                                  | Algeria                                                                | Qual. Mondiali 2026                                                    | -                                                                      | 46’                                                                    |
| 5-1-2024                                                               | Lomé                                                                   | Togo                                                                   | 0 – 3                                                                  | Algeria                                                                | Amichevole                                                             | -                                                                      | 68’                                                                    |
| 23-1-2024                                                              | Bouaké                                                                 | Mauritania                                                             | 1 – 0                                                                  | Algeria                                                                | Coppa d'Africa 2023 - 1º turno                                         | -                                                                      | 62’                                                                    |
| 10-10-2024                                                             | Annaba                                                                 | Algeria                                                                | 5 – 1                                                                  | Togo                                                                   | Qual. Coppa d'Africa 2025                                              | -                                                                      | 46’ 90+3’                                                              |
| 14-10-2024                                                             | Lomé                                                                   | Togo                                                                   | 0 – 1                                                                  | Algeria                                                                | Qual. Coppa d'Africa 2025                                              | -                                                                      |                                                                        |
| 21-3-2025                                                              | Francistown                                                            | Botswana                                                               | 1 – 3                                                                  | Algeria                                                                | Qual. Mondiali 2026                                                    | -                                                                      |                                                                        |
| 25-3-2025                                                              | Tizi Ouzou                                                             | Algeria                                                                | 5 – 1                                                                  | Mozambico                                                              | Qual. Mondiali 2026                                                    | -                                                                      |                                                                        |
| 5-6-2025                                                               | Costantina                                                             | Algeria                                                                | 2 – 0                                                                  | Ruanda                                                                 | Amichevole                                                             | -                                                                      | 59’                                                                    |
| 10-6-2025                                                              | Solna                                                                  | Svezia                                                                 | 4 – 3                                                                  | Algeria                                                                | Amichevole                                                             | -                                                                      | 60’                                                                    |
| Totale                                                                 |                                                                        | Presenze                                                               | 24                                                                     |                                                                        | Reti                                                                   | 0                                                                      |                                                                        |

## Palmarès

### Nazionale
- Coppa d'Africa: 1

Egitto 2019